# Jan Grebenc
Jan Grebenc (Ljubljana, 18 de agosto de 1992) es un jugador de balonmano esloveno que juega de lateral izquierdo en el TSV GWD Minden. Es internacional con la selección de balonmano de Eslovenia.
Con la selección ganó la medalla de bronce en el Campeonato Mundial de Balonmano Masculino de 2017.

## Palmarés

### RK Celje
- Liga de balonmano de Eslovenia (1): 2020

## Clubes
- RD Ribnica (2013-2017)
- Gorenje Velenje (2017-2018)
- Skjern HB (2018-2019)
- RK Celje (2019-2021)
- TSV GWD Minden (2021- )